# 奧克斯利 (澳大利亞國會選區)
奧克斯利選區（英語：Division of Oxley），是澳大利亞昆士蘭州的下議院選區，位於首府布里斯班西南郊，並包括伊普斯威奇市一部。面積155平方公里。
選區始於1901年，是七十五個原始國會選區之一。1934年被撤，1949年恢復。名字是紀念探險家約翰·奧克斯利。1996年反移民的寶琳·韓森在本區當選，但在1998年起當區議員是工黨的伯尼·里波爾。